# Juanita Martínez
Juana Martínez (Buenos Aires, 10 de mayo de 1925-12 de mayo de 2001), más conocida como Juanita, fue una actriz de cine, televisión y teatro, vedette de la revista porteña y esposa del actor José Pepe Marrone.

## Biografía
Juanita Martínez inició su carrera artística en compañías teatrales; a pesar de la oposición familiar, siguió adelante, le dio género al burlesque, donde se destacó y fue considerada la mujer con las piernas más lindas siendo una gran bailarina y vedette participando en grandes teatros de Argentina o haciendo revista.
Hija de padres escribanos, de niña había pensado en ser monja. El padre, que no deseaba ese futuro para su hija, decidió que estudiara danzas, la inscribió en el Conservatorio Nacional, donde compartió estudios con Beba Bidart, Ángel Eleta, Nené Cao, entre otros. Salió con las más altas calificaciones y con vocación definida: el teatro.
Hizo algunos comerciales como la publicidad de polvo de tocador Cinetea.
Perteneció a la obra social "Variedades" junto a su marido. Fue una gran amiga de la vedette Isabel Sarli y una amante de los cachorros que la acompañaron hasta el final de su vida. Su hermana, Arminda Martínez, era apuntadora de telenovelas.

## Filmografía
En la década de 1960 intervino en dos películas, junto a Marrone:
- Cristóbal Colón en la Facultad de Medicina (1962), con guion de Abel Santa Cruz.
- El mago de las finanzas (1962), con Beba Bidart.

A pesar de que su carrera cinematográfica fue escasa, participó en casi todos los medios, ligada a Marrone.

## Televisión
- 1960: Los trabajos de Marrone, por Canal 13.
- 1967 hasta 1985: El circo de Marrone, junto con el capocómico y Mariquita Gallegos.
- 1971: El Circo del 9, con Don Pelele, Eber "Calígula" Decibe, Vicente Quintana y Oscar Valicelli, emitido por Canal 9.
- 1971: Viernes de Pacheco, unitario de Osvaldo Pacheco.
- 1971: El boliche de Marrone, de Antonio Prat, dirigida por Carlos Sandor. Con Marrone, Raúl Lavié, Mónica Posse y Emilio Vidal.

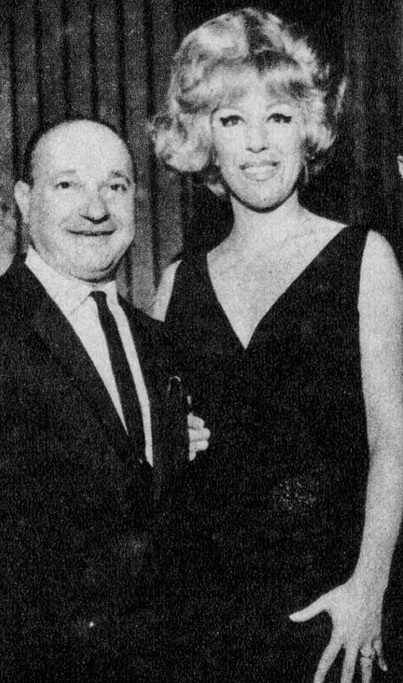
Juanita Martínez junto a su esposo José Marrone.

- 1973: Corrientes y Marrone, donde actuó junto a Pepe y se sumó el cantante Raúl Lavié, emitido por Canal 13. En este programa .participaron Edmundo Rivero y una debutante televisiva, Moria Casán.[1]
- 1997 y 1998: Cebollitas, tira juvenil emitida por Telefé.

También fue una invitada de numerosos programas como Causa común conducido por María Laura Santillan (1995), Susana Giménez (1995), Almorzando con Mirtha Legrand y Sábado Bus en el 2000, conducido por Nicolás Repetto donde siempre con una sonrisa, rememoraba anécdotas junto a Pepitito y desplegó su talento en el baile.
En los especiales de Crónica TV le realizaron un reportaje cuando se cumplió cinco años de la muerte del cómico. En ella le dijo a Marrone desde donde se encontraba: 

"Coco ya voy a ir pero no te apures espera un cachito más, dejame un ratito más, estás a cada rato cada rato, ya voy a ir , esperame".

## Teatro
Ya en 1938 se le había presentado la oportunidad de debutar como bailarina, pero no podía actuar por cuanto era menor (13 años) pero el empresario Ferrando consiguió un permiso especial y allí se le abrió el camino del escenario.
Trabajó tres años en una compañía de operetas italianas junto a Italo Bertini, al tiempo que se perfeccionaba en el baile español con la compañía del Dr. Enrique Susini, debutando más tarde en el famoso colmao El Tronío, por donde pasaron estrellas como Lolita Torres o Fidel Pintos entre otros.
Luego haría una gira durante años por América que terminó en Estados Unidos. Regresó a Buenos Aires por problemas de salud de su madre.
En 1954 había formado su compañía, siempre junto a Marrone, en la que incluyeron artistas de la talla de Azucena Maizani y Eber Lobato.
Retomó la actuación en los escenarios porteños de la mano de Carlos A. Petit, que la contrató para un número con bailes tropicales, ya que Juanita, en sus visitas por el Caribe había aprendido muy bien la técnica para esos ritmos. Entre sus numerosas participaciones escénicas se destacaron:

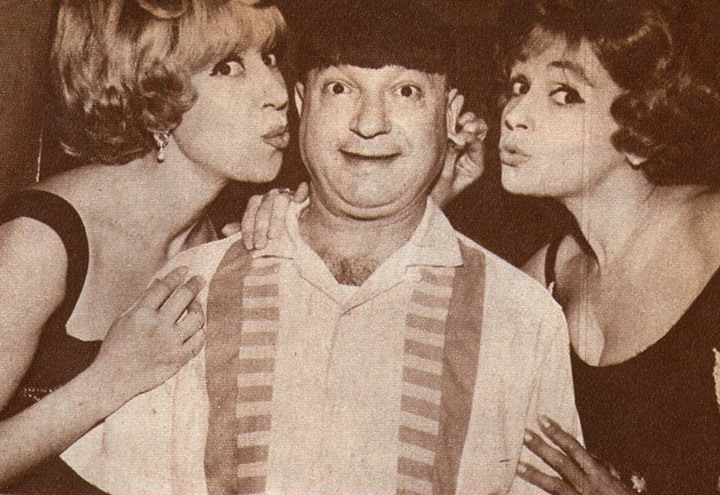
Juanita junto con Pepitito y Amelita Vargas.

- 1950: El cabo Scamione en el Teatro Astral, donde lo conoce a "Pepito".
- 1950: Vé paisano, llegó Marrone.
- 1950: Si Adán no hubiera aflojado.
- 1952: La coronación de la risa, con José Marrone, Olinda Bozán, Alberto Castillo, Severo Fernández, Nélida Roca, Thelma del Río y Carlos Fioriti.
- 1953: Miguelito Faringola Boxeador por Carambola en su personaje de María, donde intervino J. Marrone, Oscar Galardo, Campeón Panamericano de Box de 1952, junto a artistas como Pepita Muñoz, Félix Mutarelli, Pancho Romano y Oscar Valicelli.
- 1953: La coronación de la risa, compartiendo elenco con Marrone, Tito Lusiardo, y Diana Maggi.
- 1954: Los misterios del desnudo.

- 1954: Se dio juegos de desnudos..
- 1954: El cabo Scamione.
- 1954: ¡Flor de Folies Porteñas! .
- 1954: ¡La Revista Alegre!

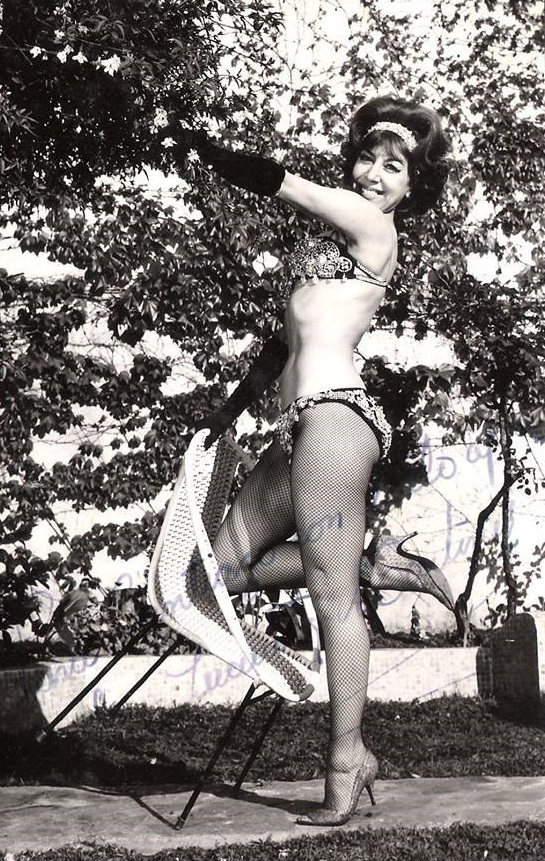
Juanita Martínez en una temporada teatral de 1966.

- 1958: Corrientes casi esquina Champs Elysées, con Marrone, Marcos Zucker, Juan Verdaguer, Hilda Mayo y Vicente Rubino.
- 1959:¡Esto es Maiporama! encabezado por Marrone, Vicente Rubino, Egle Martin, Argentinita Vélez y Héctor Rivera.
- 1959: Quo Vadis, Arturo, con J. Marrone, Vicente Rubino, Pato Carret, Nélida Lobato y Pepe Arias
- 1960:  Ritmo 66, junto a Marrone y  Amelita Vargas.
- 1960: Cristobal Colón en la Facultad de Medicina (obra teatral), primero en el Teatro Argentino y luego en el Cómico. Esta dupla hicieron de la obra un éxito llevado a la pantalla grande.
- 1960: ¡El que fue a Sevilla.. perdió su silla!' con Marrone, Ligia Berg, Rita Varola e Hilda Mayo
- 1960: Todo bicho que conintes... va a parar al Otamendi!!!
- 1960: Hay que cambiar los botones...! con Pepe Arias, Alicia Márquez, Dorita Burgos, y Alfredo Barbieri
- 1961:  Pistolero sin pistola en el teatro porteño.[2]
- 1961: El hombre de las cinco, junto con Osvaldo Canónico.
- 1963: Miren que cabeza loca, en el T. Maipo, junto a Dringue Farias, Marta Ecco, Vicente Rubino y Zulma Faiad.
- 1964: Solo para mayores, con Marrone, Alfredo Barbieri, Virma González, Zulma Faiad, Silvia Scott y Julia Alson.
- 1964: Las que defienden al sexo, junto a José Marrone, Juan Verdaguer, Julia Alson, Alfredo Barbieri, Vicente Rubino, Hilda Mayo, Sonia Grey, Rosángela y Susana Rubio.
- 1965: Prohibido, con Marrone, Fanny Navarro, Hilda Mayo, Vicente Rubino, Tito Climent, Norma Pons, entre otros.
- 1967: Los solteros también sufren[3]
- 1970: Mujeres 100%, estrenada en el Maipo, junto a Marrone, Vicente Rubino, Hilda Mayo, Don Pelele, Marcos Zucker, Argentinita Vélez y Mimí Pons.

Haría otras revistas en el Teatro Argentino y el Teatro Cómico.[cita requerida] También trabajó en 1954 junto a su esposo y el cantante Edmundo Rivero en el club norcturno llamado Marabú, en la que la presentaban como "La reina del mambo".
Fue la primera vedette en la revista porteña en ser censurada por mostrar el ombligo, por lo que tuvo que tapárselo con un botón de strass, de ahí en más la moda en esa revista era usar el botón en el ombligo.

## Tiempos sin Pepe Marrone
En 1990 José Marrone murió, y ese fue el dolor más grande de su vida, y a pesar de que siempre se la notara alegre nunca pudo recuperarse, aunque siempre lo recordaba hablando en presente. 

"Pepitito está durmiendo...No es que esté loca: es el amor, el pleno, el que se siente una vez. Y contra eso, no hay muerte que valga".

En los últimos años, participó en desfiles de beneficencia, en la radio FM Lares y se desempeñaba como tesorera en un centro de zoonosis, que daba atención médica a animales, al cual donó en 1995, un crematorio para perros y gatos. Ese año, y tras 25 sin hacer teatro, recibió una propuesta de Lino Patalano para actuar con Eleonora Cassano, la cual rechazó. Solía ser vista en alguna nota periodística, o caminando por las calles de San Isidro con sus mascotas que, junto con la enfermera, eran sus únicas compañías.
Marrone que tenía un gran amor por los animales, fundó en 1985 junto a su esposa, la Asociación Cooperadora 29 de Abril. La consideraban "la abanderada de los animalitos perdidos", ya que no sólo abrió las puertas de su casa para darles techo y comida, sino que defendió sus derechos ocupando cargos de peso en asociaciones protectoras. Esta asociación sin fines de lucro se dedica al cuidado de animales abandonados y mascotas de familias de barrios carenciados en San Isidro.

## Vida privada
Juanita y "El coco Marrone", como le gustaba llamarlo, se conocieron en 1950, sobre un escenario, ella aseguraba entre risas que "no había sido amor a primera vista". Estuvieron 22 años de novios porque Marrone estaba casado y su mujer ("La gorda", como la llamaba Pepitito), muy enferma. Cuando ella murió en 1972 tras una larga dolencia, se casó por civil con la actriz, y participó en varias ocasiones en sus programas convirtiéndose en una actriz infaltable en esos elencos.

## Fallecimiento
Le habían detectado un cáncer terminal. 

"Hay que agarrar el toro por las astas"

 solía decir cuando hablaba de su enfermedad. El 12 de mayo de 2001 a las 8, luego de desayunar con su empleada doméstica, se dirigió a su dormitorio y se suicidó a los 76 años en su casa de San Isidro, disparándose un tiro en el corazón. En la mano tenía un retrato de su esposo. No hubo velatorio, por petición de la actriz. Sus restos fueron cremados en el cementerio de Boulogne y sus cenizas colocadas junto a las de su esposo.